# A.J. Hjorth
Anders Jensen Hjorth (født 13. november 1809 på Vejgård på Læsø, død 12. april 1889 i Lemvig) var en dansk godsforvalter, prokurator og politiker.
Hjorth var søn af kammerråd Bøje Christian Hjorth. Han blev exam.jur. i 1826. Han har været som assistent for byfogeden i Sæby og fuldmægtig på herredskontoret i Nørresundby (Kær Herred). Fra 1832 til 1854 var Hjorth godsforvalter hos J.E.F. Skeel på Birkelse Hovedgård, og fra 1855 prokurator i Hjørring. Han arveforpagtede også gården Astrup nordvest for Nørresundby i en periode indtil 1855.
Hjorth blev suppleant til Aalborg Amts råd i 1842 og var medlem af amtsrådets 1848-1855. Han blev valgt til stænderdeputeret for Jyllands 3. distrikt i 1841 og blev genvalgt 1847, og deltog i Nørrejyllands Stænderforsamling i Viborg i 1842 og 1848.
Han var medlem af Den Grundlovgivende Rigsforsamling valgt i Aalborg Amts 1. distrikt (Nørresundby). Han stillede ikke op til rigsdagsvalg (Folketing eller Landsting), men var kandidat til Rigsrådets Folketing i 1865 i Lemvigkredsen uden at blive valgt.